# 시크릿 윈도우
《시크릿 윈도우》(Secret Window)는 미국에서 제작된 데이빗 코엡 감독의 2004년 공포, 드라마, 스릴러 영화이다. 조니 뎁 등이 주연으로 출연하였고 개빈 폴론 등이 제작에 참여하였다.

## 출연

### 주연
- 조니 뎁

### 조연
- 존 터투로
- 마리아 벨로
- 티모시 허튼
- 찰스 듀튼
- 렌 카리오우

## 기타
- 원작자: 스티븐 킹
- 미술: 하워드 커밍스
- 의상: 오뎃 가도리
- 배역: 존 팝시데라
- 배역: 팻 맥코클